# Трифилий Бигорски
Трифилий Бигорски е български духовник от XVIII век, игумен на Бигорския манастир „Свети Йоан Предтеча“. Трифилий наследява Иларион Бигорски в 1781 година и остава на поста шест години.